# Ecatepec (métro de Mexico)
Ecatepec est une station de la Ligne B du métro de Mexico, dans les délégations Ecatepec et État de Mexico.

## La station
La station ouverte en 2000, tire son nom de la municipalité où elle est située. Son icône correspond au glyphe préhispanique qui identifie la commune, la tête du dieu aztèque du vent Ehecatl posée sur le glyphe signifiant colline, soit « la colline du vent ».
Le nom original de la station était « Tecnológico » et son icône était l'emblème de l'Institut des études technologiques supérieures tout proche. Le 23 juillet 2008, Francisco Bojorquez Hernandez, directeur du Système de Transport Collectif  (le Métro), et José Luis Gutiérrez Cureno, maire d'Ecatepec, sont convenus d'une série d'actions visant à améliorer la sécurité, la qualité et l'efficacité du service. Cet accord a conduit au changement de nom et d'iconograpnhie en date du 25 août 2008.